# 曹镛
曹镛（1941年10月14日—），湖南长沙人，高分子化学家，中国科学院院士。
曹镛于1965年毕业于列宁格勒大学化学系。回国后任职于中国科学院化学所。1979年至1981年间曾前往日本东京大学进修。1986年升任研究员。次年获东京大学理学博士学位。此后又于1988年至1990年间赴美国加州大学圣巴巴拉分校作研究。1990年至1998年间担任UNIAX公司资深研究员。返国后任教于华南理工大学，并创立高分子光电材料及器件研究所。2001年当选中国科学院化学部院士。2008年当选发展中世界科学院院士。